# Куртов, Иван Демьянович
Иван Демьянович Куртов (1906, село Ачква, Батумская область, Российская империя — неизвестно, село Ачква, Краснодарский край) — звеньевой колхоза «Красный Октябрь» Кобулетского района, Аджарская АССР, Грузинская ССР. Герой Социалистического Труда (1949).

## Биография
Родился в 1906 году в крестьянской семье в селе Ачква Батумской области. По национальности грек. После окончания местной школы трудился в сельском хозяйстве. Во время коллективизации вступил в 1928 году в местное товарищество по совместной обработке земли, которое в 1932 году было преобразовано в колхоз имени Сталина Кобулетского района. В послевоенное время возглавлял звено чаеводов.
В 1948 году звено под его руководством собрало в среднем с каждого гектара по 8902 килограммов сортового чайного листа с площади 2 гектара. Указом Президиума Верховного Совета СССР от 29 августа 1949 года удостоен звания Героя Социалистического Труда за «получение высоких урожаев сортового зелёного чайного листа и цитрусовых плодов в 1948 году» с вручением ордена Ленина и золотой медали «Серп и Молот» (№ 4653).
Этим же указом званием Героя Социалистического Труда были награждены председатель колхоза Христофор Авраамович Мерициди, агроном Христофор Авраамович Куртов и звеньевой Василий Георгиевич Политов.
В его звене также трудилась Герой Социалистического Труда Елена Матвеевна Куртова (удостоена звания в 1951 году).
Неоднократно участвовал во Всесоюзных выставках ВСХВ и ВДНХ. За выдающиеся трудовые достижения по итогам работы в 1950 году был награждён вторым Орденом Ленина.
После выхода на пенсию проживал в родном селе Ачква. С 1969 года — персональный пенсионер союзного значения. В последующем после трагической смерти жены переехал в Краснодарский край. Дата смерти не установлена.
Награды
- Герой Социалистического Труда
- Орден Ленина — дважды (1949; 14.11.1951)